# Montgé-en-Goële
Montgé-en-Goële är en kommun i departementet Seine-et-Marne i regionen Île-de-France i norra Frankrike. Kommunen ligger i kantonen Dammartin-en-Goële som tillhör arrondissementet Meaux. År 2022 hade Montgé-en-Goële 724 invånare.

## Befolkningsutveckling
Antalet invånare i kommunen Montgé-en-Goële
| Referens: INSEE |